# AeroPress

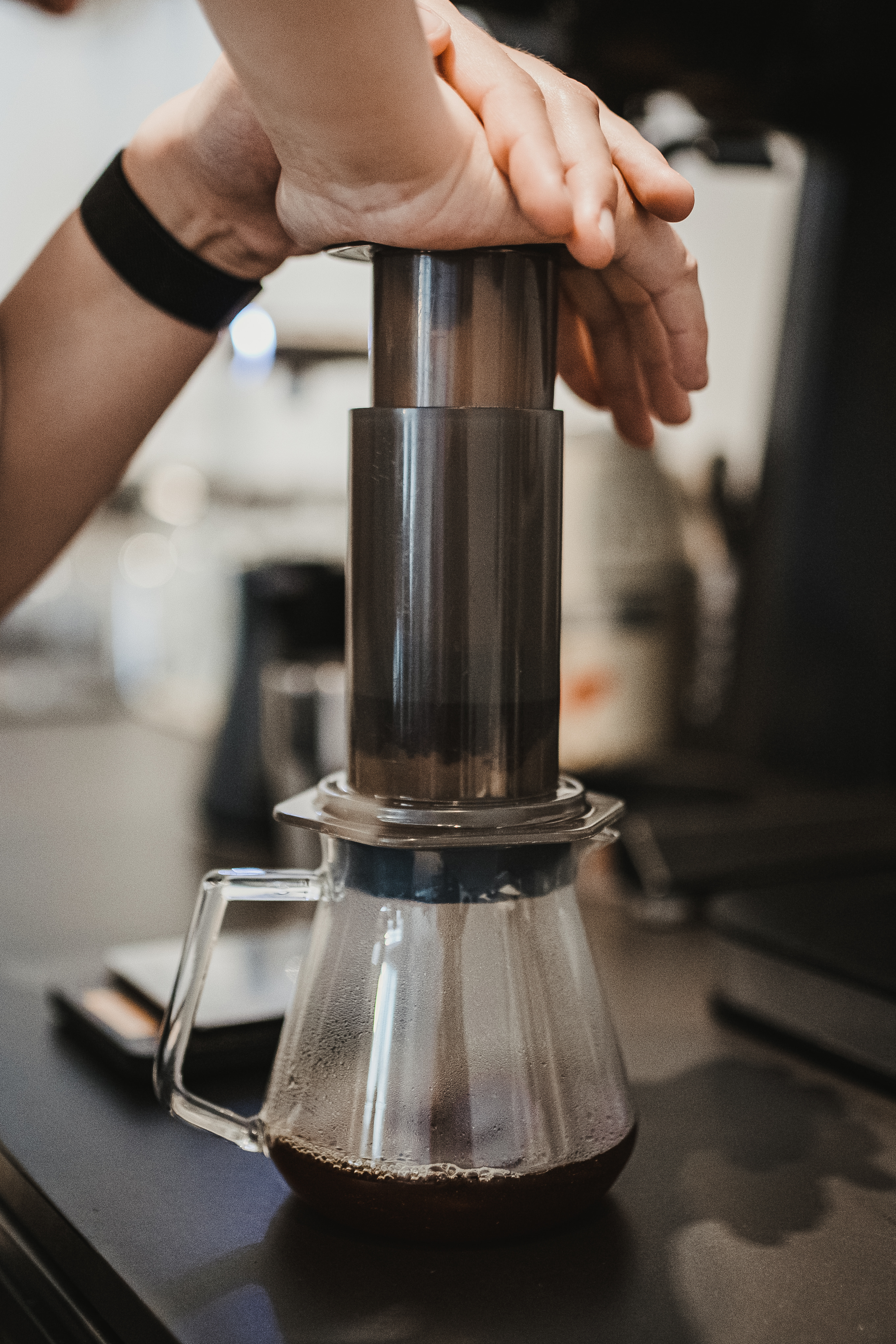
Prepararea cafelei folosind un AeroPress

AeroPress este un dispozitiv manual pentru prepararea cafelei inventat de Alan Adler⁠(d), fondatorul companiei omonime. Este prevăzut cu un recipient cilindric și o garnitură de silicon care asigură etanșeitatea, funcționând asemănător unei seringi.
Boabele de cafea măcinate sunt infuzate în interior, fiind apoi împinse printr-un filtru aflat la baza recipientului prin apăsarea manuală a pistonului. Dispozitivul este capabil să prepare cafea concentrată, pe care producătorul o descrie ca fiind „în stil espresso”, dar poate fi utilizat și pentru a obține o cafea cu o concentrație asemănătoare a celei preparate la filtru ori la rece.

## Istoric și proiectare

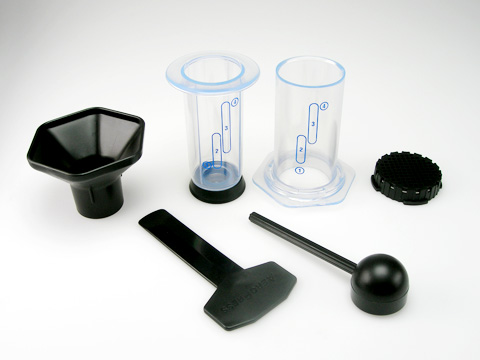
Dispozitivul AeroPress original din plastic transparent cu accesoriile sale. A nu se confunda cu varianta AeroPress Clear.

AeroPress a fost inventat de Alan Adler, un fost profesor de inginerie al Universității din Stanford. Adler a început să proiecteze aparatul în 2004, având intenția de a diminua aciditatea și gustul amar al cafelei pe care o consuma zilnic. Adler a încercat să prepare cafeaua cu un espressor, la filtru și folosind o presă franceză, însă s-a declarat nemulțumit de controlul limitat oferit de fiecare aparat asupra unor parametri precum timpul de preparare, temperatura apei și granulația cafelei. Astfel, a început să realizeze primele prototipuri ale aparatului în garajul casei sale.
Aparatul constă într-un recipient cilindric transparent și un piston cu o garnitură de etanșare din silicon. Un capac este înșurubat la capătul recipientului, pentru a ține un mic filtru rotund din hârtie. AeroPress este vândut împreună cu mai multe accesorii, inclusiv o lingură și o pâlnie pentru umplerea dispozitivului cu cafea măcinată, o spatulă și un suport din plastic pentru depozitarea filtrelor de hârtie incluse în pachet. Filtrele metalice pot fi achiziționate separat direct de la AeroPress.
Recipientul și pistonul sunt fabricate din plastic transparent, de culoare gri. Primele modele AeroPress foloseau policarbonat, însă începând cu anul 2009 au fost înlocuite de copoliester fără BPA, iar apoi, în 2014 de polipropilenă. Compania susține că, în urma testelor de laborator, nu au existat infiltrații de Bisfenol A în cafeaua preparată folosind modelele inițiale. Culoarea literelor inscripționate a fost schimbată în mai multe rânduri, însă designul aparatului a rămas același pentru toate modelele.

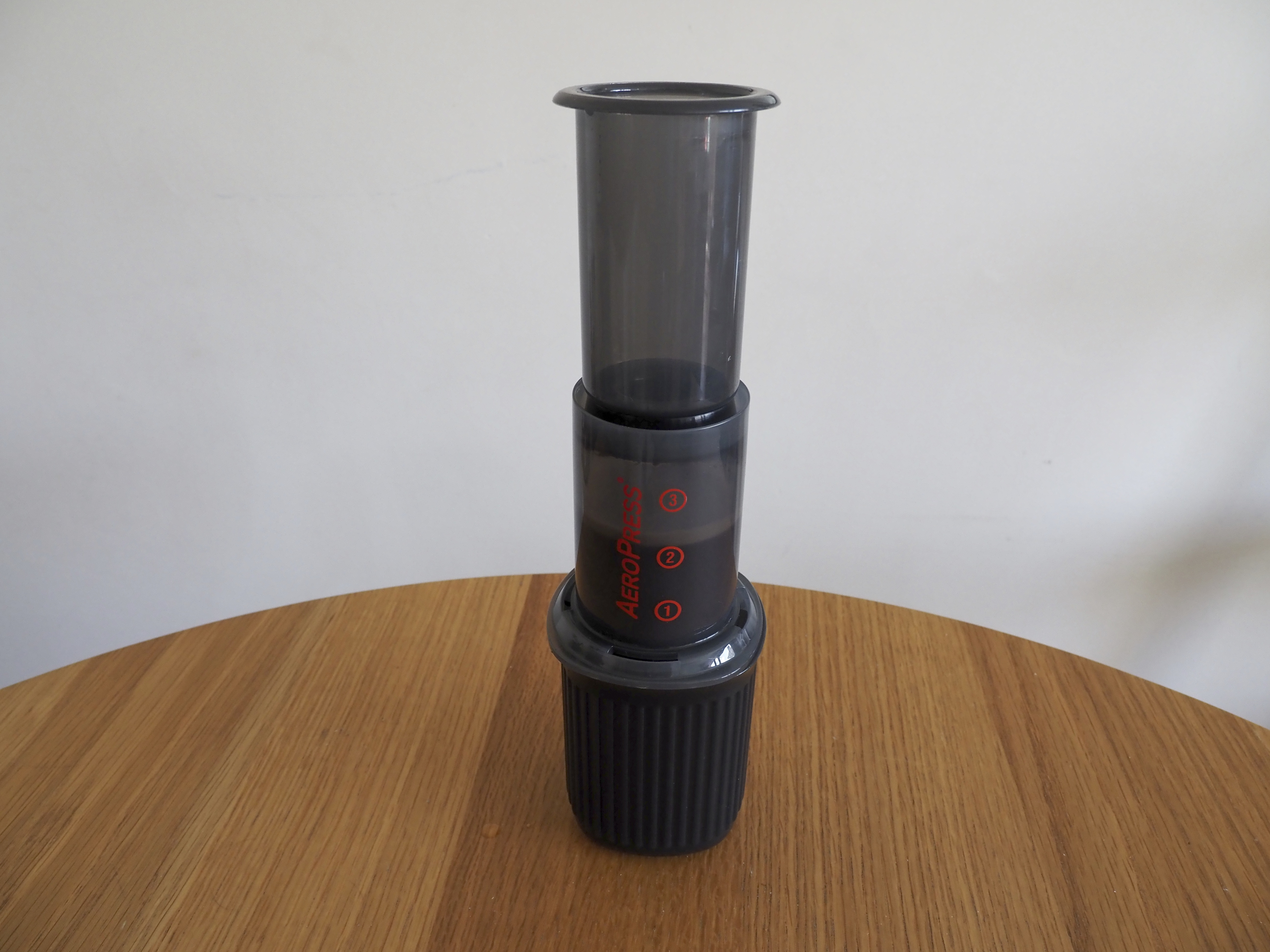
Versiunea portabilă AeroPress Go

În 2019, compania AeroPress, Inc. a lansat AeroPress Go, un model conceput pentru călătorii, care are o capacitate redusă a recipientului, accesorii mai mici și o cană cu capac.
În 2021, compania a beneficiat de o investiție de la Tiny, societate de tip holding din Canada.
În 2023, AeroPress, Inc. a lansat modelul AeroPress Clear. Acesta este fabricat dintr-un nou tip de plastic numit Tritan⁠(d) și este vândut împreună cu o lingură pentru măsurare, o spatulă și 100 de filtre de hârtie.